# Baix imperi d'Egipte
El Baix Imperi d'Egipte, també conegut com a Període Tardà d'Egipte, comprèn la història de l'antic Egipte des de la dinastia XXVI, saïta, al segle vii aC, fins a la conquesta d'Alexandre el Gran (que dona inici al període hel·lenístic d'Egipte). La dinastia saïta és considerada generalment com a inici de l'anomenat període tardà d'Egipte o Baixa Època.

## Ascensió i reformes de la dinastia saïta

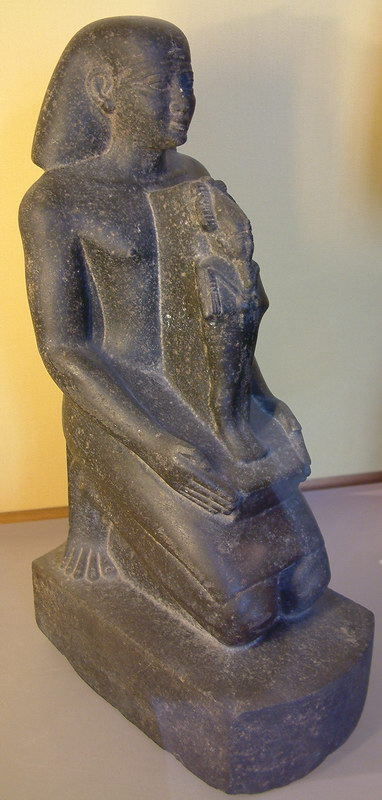
Psamètic I: estàtua oferent (Louvre)

Després de la conquesta assíria d'Egipte, al final del Tercer període intermedi, el govern egipci va ser encomanat a diversos governadors locals vassalls, fins que una insurrecció fracassada va acabar amb molts d'ells. Quan abandonà Egipte el rei assiri Assurbanipal, i deixà un país arrasat per la guerra, el poder començà a concentrar-se al voltant d'un dels mandataris del delta, Psamètic I (c. 664-610 aC), governador de la ciutat de Sais. El seu pare, Necó I, també governador, havia mort lluitant a favor d'Assurbanipal contra els cuixites. Al principi, el principal enemic de Psamètic va ser Tanutamon, que seguia fermament assentat com a rei de Cuix i a més dominava la regió de Tebes. L'expansió, tant de Psamètic com de Tanutamon, va ser possible gràcies a les revoltes que havien tingut lloc a Babilònia i Elam a les quals va haver de fer front amb l'exèrcit assiri. Cap al 656 aC Psamètic expulsà Tanutamon de Tebes, imposant la seva filla com Divina adoratriu d'Ammon en aquesta ciutat.
Psamètic, propietari d'Egipte, amb els reis assiris cada vegada més enfeinats en els seus propis conflictes, va iniciar el seu programa polític que es va fonamentar en un impuls del comerç i un retorn als símbols de períodes passats per tal de fomentar la unitat nacional. Això últim ja ho havia utilitzat la dinastia cuixita precedent, però mentre ells tenien com a déu tutelar Amani (el tebà Ammon), Psamètic I va revitalitzar els cultes relacionats amb el mite d'Osiris. La memòria dels faraons cuixites no va ser perseguida fins molt temps després, durant el regnat de Psamètic II (595-589 aC), que va realitzar diverses campanyes a Cuix. Entre els primers anys de Psamètic i aquestes últimes campanyes no es té notícia de grans enfrontaments.
Memfis també es va veure beneficiada. En textos grecs (Heròdot) apareix exercint gran influència i veiem el culte del bou Apis, que practicaven els seus sacerdots, en ple apogeu. Al déu tebà Ammon se'l va identificar amb el déu libi Aman, que tenia el seu principal centre en l'oracle de l'Oasi de Siwa, i aquest últim va créixer en prestigi. El culte a les divinitats de la capital va ser especialment protegit, tal com fou el cas de la deessa Neith de Sais. En religió, així com en la política, s'observa una preponderància del nord.

## Economia
El mateix passava en el comerç: mentre que l'Alt Egipte quedava en segon pla, les ciutats del delta vivien un període de gran prosperitat. Això va atreure comerciants grecs (jonis de les colònies de l'Àsia Menor) i caris; a la vegada, mercenaris dels mateixos orígens es van allistar a l'exèrcit egipci, ja des de Psamètic I. Més endavant, els comerciants jònics i caris van portar l'ús de la moneda. A Egipte s'utilitzaven, com a valor de canvi, pesos estipulats en metall, i en casos com l'exèrcit s'utilitzava com a forma de pagament el lliurament de terres i l'exempció d'impostos. Necó II (610-595 aC), fill i successor de Psamètic I, va realitzar obres infructuoses per reobrir el canal que connectava el delta del Nil amb el mar Roig, probablement per promoure el comerç, o potser per poder utilitzar la flota del mar Roig en les guerres que mantenia contra Babilònia. Tant Necó II com el seu net Apries (589-570 aC) van mantenir relacions comercials i estratègiques amb la ciutat fenícia de Tir; segons Heròdot, durant el regnat de Neko una expedició fenícia finançada per Egipte va circumval·lar Àfrica. A més es va donar impuls a la ruta comercial del mar Roig, que unia Egipte amb Aràbia i possiblement l'Índia.
Paral·lelament al corrent de comerciants i mercenaris caris i jonis, des del 630 aC aproximadament, diversos grups de colons grecs doris es van establir a la franja costanera de Líbia, i van fundar diverses ciutats, entre elles Cirene, la capital d'aquesta confederació de colònies gregues, anomenada Cirenaica. La Cirenaica (a diferència de la resta de Líbia) era una regió destacada per la seva fertilitat. Per tant, els seus colons es dedicaven a l'agricultura i al comerç. Les colònies gregues es van estendre per gairebé tot el Mediterrani, i tenien com a objecte alleujar els problemes socials de les ciutats d'origen, com a mitjà d'ascens polític, o bé servir de graner de les ciutats estat gregues i impulsar el comerç.

## Egipte i Babilònia

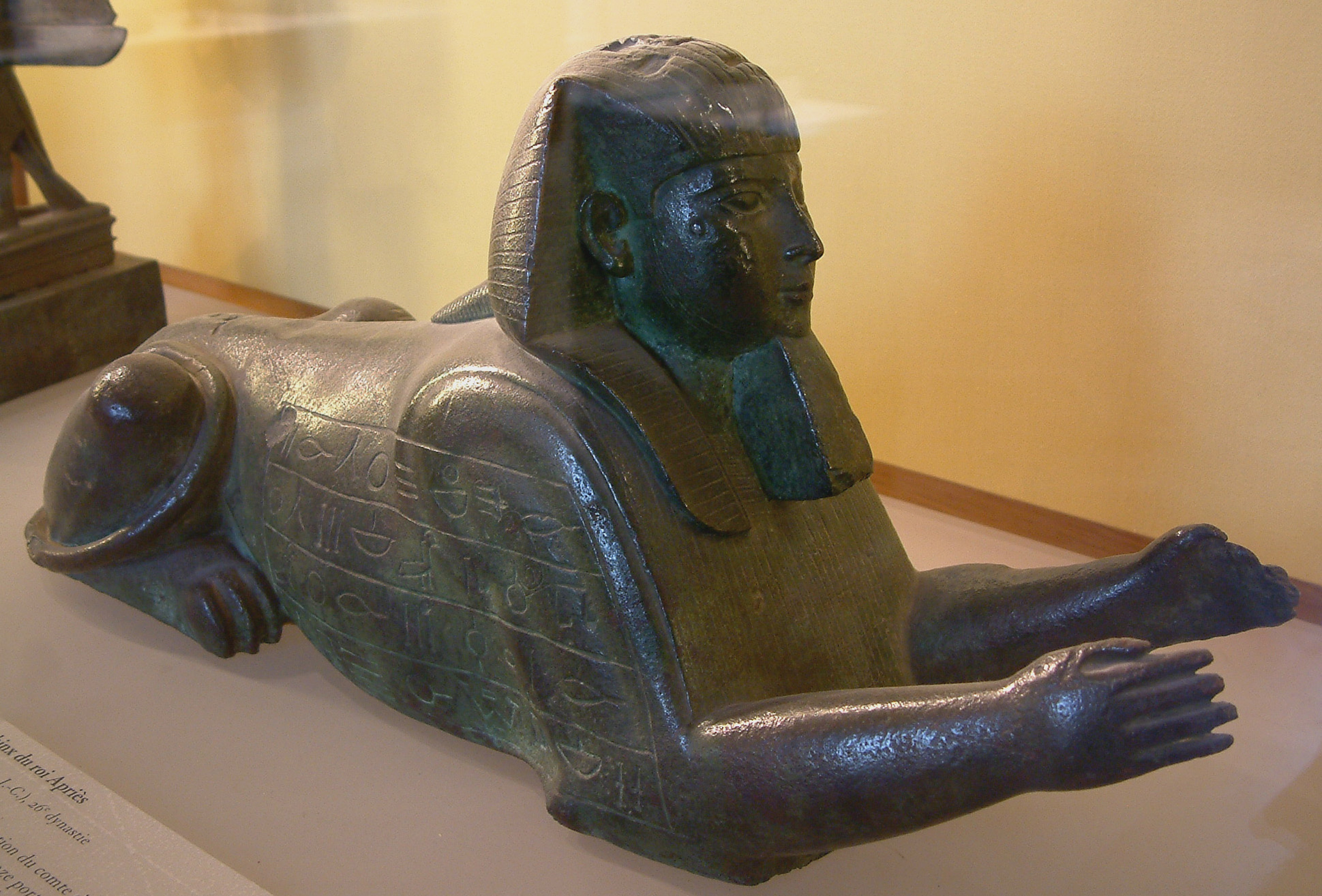
Esfinx de bronze del faraó Apries, Museu del Louvre.

Les causes de la caiguda d'Assíria s'han de buscar en el desgast de l'exèrcit, que havia d'enfrontar-se a enemics distants que oferien una resistència tenaç; una altra causa fou la decadència dels estats perifèrics (provocada pels atacs de la mateixa Assíria), que facilitava la infiltració de pobles nòmades (cimmeris, escites, i medes). A tot això se li sumaven les crisis successòries, com la que es va provocar amb motiu de la mort d'Assurbanipal (c. 630 aC). Llavors, el líder caldeu Nabopolasar va prendre Babilònia i va dirigir les successives campanyes contra Assíria. Nabopolasar va segellar una aliança amb el cap mede Ciaxares de Mèdia, i junts van destruir les capitals assíries.
Egipte va intervenir contra els caldeus ja abans de la caiguda d'aquestes capitals (cap a finals del regnat de Psamtik), però va ser a continuació quan va participar activament. Probablement van adonar-se del perill que representava un imperi expansionista com Babilònia. Necó II en persona va donar suport als focus de resistència assiris a la ciutat d'Haran. Al seu torn, de passada, va sotmetre el regne de Judà, que havia aprofitat la decadència d'Assíria per expandir-se. Aviat la resistència assíria es va esfumar, i Necó va ser empès cap al sud després d'enfrontar-se a Carquemix i Hamat (605) al caldeu Nabucodonosor II. Aquest últim es va expandir ben aviat cap als petits estats de Palestina, inclòs Judà, la capital del qual, Jerusalem, va ser presa l'any 597 aC. Allà hi instal·là reis vassalls i deportà part de la seva població. Necó II va poder contenir les campanyes d'aquest sobirà en el seu propi país, però l'ofensiva va quedar en suspens.
El successor de Necó, Psamètic II, com ja hem dit, va concentrar la seva activitat militar a Cuix. En canvi Apries (589-570 aC) va continuar la guerra contra Nabucodonosor II. Una revolta de Judà (587 aC), recolzada per Egipte, va tenir com a conseqüència la segona deportació dels seus habitants, molts dels quals van fugir a Egipte. La importància de Judà per a Egipte radicava en el fet de tenir tan a prop un vassall de Babilònia. A més el Xam en general era un preuat objectiu comercial. Al seu torn, Apries va donar suport a la ciutat fenícia de Tir durant el setge de 13 anys al qual va ser sotmesa per Nabucodonosor. El rei de Tir finalment es va rendir i va haver d'acceptar els governadors babilònics. Tir tenia vital importància comercial, i resultava ser un punt clau per a l'hegemonia que volia establir Egipte en el Llevant i per a l'expansió babilònica.

## Egipte i l'Imperi persa
L'ascensió d'Amosis II (570-526 aC) té alguns detalls interessants. Cap al final del seu regnat, Apries va intervenir en un conflicte entre libis i colons grecs de Cirene, i va donar suport als primers. Els egipcis van ser derrotats, i aviat l'exèrcit es va revoltar contra Apries. Amosis, un general que al principi era fidel a Amasis, es va posar al capdavant dels rebels i va prendre el tron. En el primer període del regnat d'Amosis II, els afers exteriors asiàtics van quedar en segon pla, i el sobirà es va concentrar en la política interna i en la relació amb els grecs. A aquests últims els va aplegar pràcticament en una única ciutat, Nàucratis, al delta. Al seu torn, va regularitzar el paper dels mercenaris grecs en l'exèrcit, aquarterats a Memfis. Destaca, des del punt de vista estratègic comercial, la importància d'Egipte en l'abastament de blat de les ciutats gregues. Altres exportacions egípcies eren el papir i la vestimenta de lli.
Aviat les mires de la política exterior van tornar a concentrar-se a Àsia. Sorgia l'Imperi Persa, el rei Cir II el Gran havia pres el poder del regne mede cap 550 aC. L'expansió de Cir sembla haver motivat l'aliança de Cressus de Lídia amb la ciutat grega d'Esparta, amb Egipte i amb Babilònia. Si bé la coalició Egipte-Babilònia-Lídia existia realment, no va arribar a materialitzar-se en forma d'exèrcit. Lídia va caure l'any 547 aC i Babilònia el 539 aC.
Amosis -al seu torn- va construir una coalició naval, i es va aliar amb l'illa grega de Samos, amb els colons grecs de Cirene a Líbia i va conquerir Xipre. Quan Cir va morir durant les campanyes en les regions orientals havia creat un imperi més gran al dels seus predecessors assiris i babilonis, i s'havia guanyat el favor d'amplis sectors de la població conquerida, en respectar, per exemple, la religió i l'autonomia de les províncies. Cambises II (529-522 aC) va succeir el seu pare Cir, i poc després va morir Amosis. Cambises va concentrar la seva política exterior cap a Egipte, i la conquesta d'aquest país va ser sustentada per diverses traïcions: de Samos, d'un general mercenari grec i l'egipci Udyahorresne, gran sacerdot de Neit de Sais i cap de la flota. Cambises va derrotar Psamètic III a Pelúsion (525 aC, ciutat situada al braç més oriental del Nil) i després va prendre Memfis.

## Reformes en els primers anys de la conquesta persa

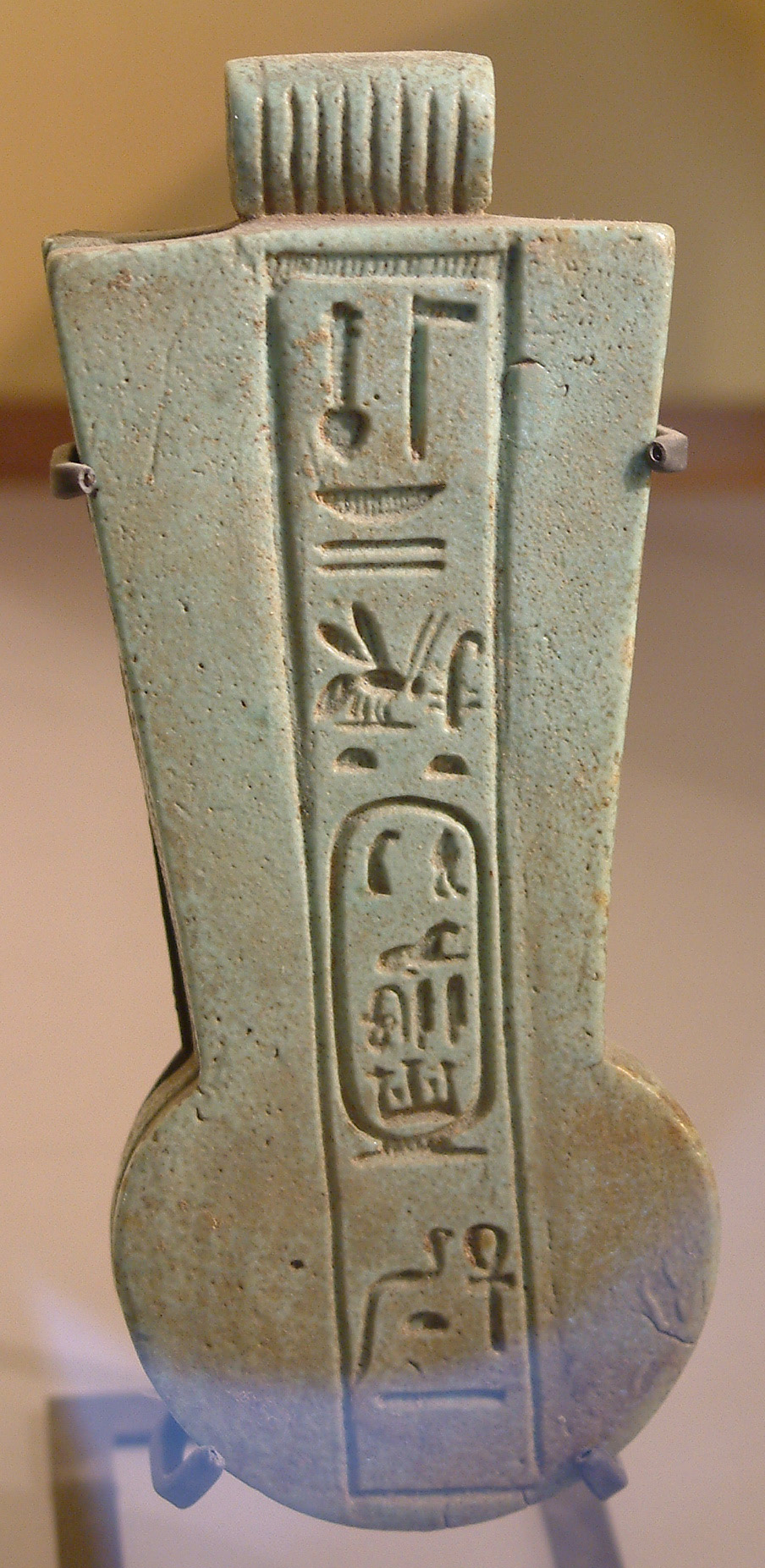
El nom del rei persa Darios I, escrit en jeroglífics. Museu del Louvre

Cambises va passar tres dels seus set anys de regnat a Egipte, durant els quals va realitzar expedicions expansionistes fallides a Líbia i Núbia. El tema de la relació de Cambises amb la religió és confús. Se sap, per mitjà de la inscripció del ja esmentat Udjahorresne de Sais, que va protegir el temple de Neith de Sais, tot i que altres fonts egípcies afirmen que molts temples van ser tancats. A més, les fonts gregues afirmen que Cambises va atacar els cultes locals.
Quan va esclatar una revolta encapçalada pel mag (sacerdot mede) Gaumata, Cambises va tornar a Àsia, i va deixar a Egipte com a governador o sàtrapa el persa Ariandes. Mort Cambises, i derrotat al seu torn Gaumata per Darios (membre d'una branca col·lateral de la dinastia persa), van esclatar revoltes nacionalistes per tots els racons de l'imperi. L'Egipte recentment conquerit es va veure implicat en elles, per bé que sense èxit. De fet les altres revoltes van ser reprimides en uns dos anys per Darios I, que es va proclamar emperador (521-446 aC).
En termes d'expansió territorial, durant el seu regnat es va conquerir l'oest de l'Índia i es va envair sense èxit Grècia; a Egipte, el sàtrapa Ariandes va intervenir en les colònies gregues de Líbia. Sota Darios és clar que es va protegir la religió egípcia: es van realitzar donacions als temples de Neith de Sais i Osiris de Busiris, al seu torn es va protegir el culte a Ammon. Econòmicament, les províncies d'Egipte i de Babilònia funcionaven com a proveïdores de blat -inclòs aquest en el tribut- i altres productes agraris i derivats, així com papir en el cas egipci. Grans extensions de terra de les províncies conquerides van quedar en mans de nobles perses. Darios va reobrir el canal que unia el mar Roig amb el delta del Nil (obert per primera vegada durant l'Imperi Mitjà), i va promoure el comerç cap a Pèrsia, Mesopotàmia i probablement l'Índia, via l'oceà Índic, donant gran prosperitat a les ciutats del delta.
Si bé el tribut (en blat o en or) era bastant més gran a Egipte que en altres regions de l'imperi, també ho eren en la mateixa mesura les riqueses i l'extensió de la província. Els alts càrrecs de l'administració i de l'exèrcit generalment requeien en mans perses, tot i que hi havia diverses excepcions. Fins i tot es van introduir elements egipcis en els sistemes legals perses, com també la medicina egípcia, que era molt estimada.
Les principals guarnicions militars se situaven en Pelúsion (oest del delta), Memfis i Elefantina (Alt Egipte), en aquesta última hi havia una gran quantitat de soldats jueus, els quals posseïen comunitats més importants en la mateixa Elefantina i en el Baix Egipte.

## Rebel·lió contra l'Imperi persa
Després de la crisi del 520 aC, Egipte va passar uns 35 anys de pau estable sota la dominació persa. La primera revolta es va desenvolupar en els últims anys de Darios I, i va ser reprimida sota el seu fill, Xerxes I (485-425 aC). Des d'aleshores, la política internacional persa cap al front occidental de l'Imperi es va bolcar en aconseguir la conquesta de Grècia i impedir revoltes a Egipte. Les causes de les revoltes egípcies no estan molt clares, però algunes d'elles poden ser el pes dels tributs, la concentració de terres en mans perses, la recerca d'ascens polític-social de certs líders, i de noves alternatives econòmiques.
De 481-479 aC Xerxes va envair Grècia, però novament els perses van ser rebutjats gràcies a l'aliança de les ciutats hegemòniques d'Esparta i Atenes. Aquesta última es va convertir en una potència naval i enemiga de l'Imperi persa, el que va permetre la seva aliança amb una segona revolta a Egipte (469-461 aC), la qual va ser, de tota manera, derrotada per generals perses. Les revoltes a Egipte i les campanyes fallides contra Grècia són contemporànies a les revoltes de Babilònia.
La propera revolta egípcia va aprofitar una crisi dinàstica en els primers anys del rei Artaxerxes II. El líder egipci Amirteu II va regnar durant uns sis anys, després dels quals va ser deposat per un altre egipci, Neferites I.

## Període d'independència (404-343 aC)
Les tres dinasties d'aquest període van tenir la seva capital al delta del Nil (la XXVIII a Sais, la XXIX a Mendes i la XXX a Sebenitos), i totes elles van haver d'enfrontar-se, no només a l'Imperi Persa, sinó a conflictes interns. Amb tot i això, Egipte va aconseguir mantenir la seva independència durant seixanta anys i fins i tot realitzar ofensives, a causa, en gran part, de les revoltes i crisis dinàstiques per les quals passava sovint l'Imperi. Si bé hi va haver enfrontaments anteriors, Egipte no va ser atacat fins al regnat d'Akoris (385-383 aC), un fet que va acabar amb una derrota persa. Els reis egipcis realitzaven aliances, ofensives o defensives, amb les ciutats estat de Grècia, primer amb Esparta, després més freqüentment, amb Atenes. Egipte funcionava com a proveïdor de blat dels exèrcits grecs aliats. A més aquests rebien pagament monetari, ja que eren mercenaris. Els mercenaris grecs aviat es transformarien en un component gairebé indispensable de qualsevol exèrcit, i en la fallida invasió persa d'Egipte l'any 373 aC, durant el regnat de Nectabeu, els veiem lluitant al costat dels perses.
Malgrat les victòries egípcies, els problemes de la presa del poder d'Akoris i dels successius canvis de dinastia fan palesa la persistent inestabilitat. Aquesta es fa més patent durant el regnat de Teos (362-360 aC), el qual va realitzar una campanya contra les possessions perses de Palestina i Fenícia, però el seu nebot Nectabeu II es va revoltar a Egipte i el mateix Teos va rebre asil a la cort persa.
Els reis d'aquest període tractaven d'exaltar el nacionalisme (si és que es pot aplicar aquest terme) mitjançant la construcció i reparació de temples (amb la qual cosa, alhora, es guanyaven el favor del clergat), els quals s'acostaven als estils de la dinastia saïta, darrera abans de la primera conquesta persa. De tota manera els conflictes entre el clergat i la monarquia van acabar per manifestar-se quan Teos va fer servir fons dels temples per reclutar el seu exèrcit.
L'última temptativa contra l'Imperi persa va ser dirigida per Nectabeu II, que va segellar aliances amb els sàtrapes perses rebels i amb les ciutats fenícies, i va reclutar mercenaris grecs, però la gran revolta va ser finalment sufocada per l'emperador persa Artaxerxes III. Els perses van conquerir Egipte el 343 aC.
La reconquesta persa no va durar gaire, ja que Egipte va ser conquerit per Alexandre el Gran al 332 aC.

## Cronologia del període tardà d'Egipte
Cronologia estimada pels historiadors:
- Primer faraó: Necó I, 672-664 aC.
- Darrer faraó: Darios III Codomà, 335-332 aC.